# EMD 40
Мотовоз EMD 40 — мотовоз выпускавшийся в США с апреля 1940 по апрель 1943 года фирмой Electro-Motive Diesel.
Мотовоз имеет двухтактный 6-ти цилиндровый дизельный двигатель мощностью 300 л.с. и электрическую тяговую передачу.
Кузов мотовоза капотного типа, кабина машиниста возвышается над капотом.